# Latécoère 631
Die Latécoère 631, kurz Laté 631, war ein sechsmotoriges Flugboot des französischen Herstellers Latécoère aus den 1940er-Jahren. Von dem für bis zu 70 Passagiere ausgelegten Typ entstanden während des Zweiten Weltkriegs ein Prototyp und nach Kriegsende zehn Serienmaschinen. Aufgrund mehrerer Unfälle und der Konkurrenz durch Landflugzeuge endete der Einsatz bereits nach wenigen Jahren. Bei ihrem Erscheinen war die Latécoère 631 das größte Flugboot der Welt.

## Geschichte

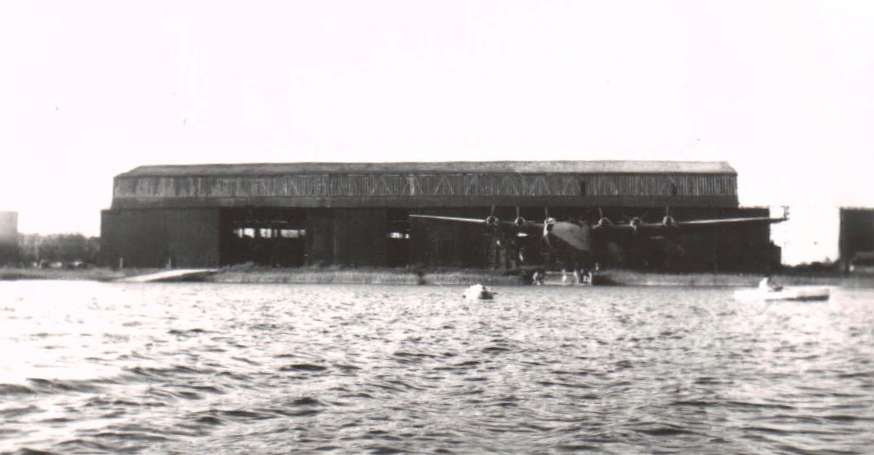
Eine Latécoère 631 an der Anlegestelle am Biscarrosse-See

Die Latécoère 631 entstand aufgrund einer Ausschreibung der französischen Regierung vom 12. März 1936, die ein Flugboot für 40 Passagiere gefordert hatte. Es war für die Strecken zwischen dem Mutterland und seinen Kolonien vorgesehen. Die Reichweite sollte 6000 Kilometer betragen, als Durchschnittsgeschwindigkeit waren 300 km/h gefordert. Die Laté 631 entstand in Konkurrenz zur Potez-CAMS 161 sowie der Lioré & Olivier H-49, aus der später die Sud-Est SE.200 hervorgehen sollte.
Im September 1936 wurden erste Entwürfe vorgelegt und am 15. April 1937 bekam das Unternehmen von der staatlichen Direction des Constructions Aériennes den Auftrag zum Bau eines Prototyps der Latécoère 630. Im Sommer 1937 wurden die Anforderungen geändert. So sollte das Gewicht der Maschine nun statt 40 mehr als 60 Tonnen betragen, was zur Vergrößerung des nun Latécoère 631 genannten Entwurfes und dem vorgesehenen Einbau von stärkeren Hispano-Suiza 12Y anstelle der Gnome & Rhône 18P führte. Im August 1937 wurde schließlich ein Windkanalmodell in Originalgröße vom Ministerium bestellt. Der Auftrag zum Bau eines Prototyps im Wert von 32,2 Mio. Franc wurde jedoch erst am 28. April 1938 erteilt, wobei gleichzeitig auch der Auftrag zum Bau des Prototyps des Konkurrenzprodukts SE.200 erteilt wurde. Die Produktion der ersten Teile begann 1938, der Bau wurde jedoch aufgrund des Kriegsausbruchs und damit wichtigerer Projekte vorerst gestoppt. Dennoch ging die Entwicklung unter der Vichy-Regierung langsam weiter und am 19. März 1941 wurde sogar ein weiterer Prototyp bestellt. Der erste Prototyp wurde im Sommer 1942 fertiggestellt, wobei die Flugerprobung zusammen mit der SE.200 und CAMS 161 in Marignane erfolgen sollte, was eine Zerlegung der Maschine für den Straßentransport nach sich zog. Der Erstflug der F-BAHG mit Testpilot Pierre Crespy an Bord fand am 4. November 1942 statt. Bei einem Testflug am folgenden Tag wurden die Maschine bei der unsanften Landung auf dem Wasser beschädigt, da es während des Fluges zu einem Gelenkbruch der Steuerung der Flettner-Klappen an den Querrudern gekommen war, was starke Vibrationen zur Folge hatte. Die Maschine wurde repariert, es kam jedoch beim neunten Flug am 23. Dezember 1942 erneut zu einer harten Landung, bei der der Rumpf beschädigt wurde. Zwischenzeitlich hatte die Regierung zwei weitere Prototypen bestellt. Im Frühjahr 1943 wurde die Maschine mit einem grauen Anstrich und deutschen Militärkennzeichen versehen. Beim zehnten Testflug am 22. Juni 1943 war dann erstmals mit Lufthansa-Pilot Hans Werner von Engel ein Deutscher mit an Bord. Kurz darauf beschlagnahmte die deutsche Wehrmacht das Flugzeug und verlegte es am 22. Januar 1944 auf den Bodensee, wo die Flugtests nun unter der Aufsicht der Deutschen Lufthansa stattfinden sollten. Dort wurde es im März 1944 durch einen Luftangriff der Royal Air Force zusammen mit der SE.200 versenkt. Ein zweites, fast fertiggestelltes Exemplar konnte vor dem Zugriff der Deutschen geschützt werden. Nach seiner Vollendung startete Crespy am 6. März 1945 in Biscarrosse zum Erstflug. Nach der Befreiung Frankreichs bestellte die französische Regierung fünf Serienmaschinen. Als Werbeflug sollte am 15. Oktober 1945 die Maschine nach Südamerika starten. Beim Manövrieren vor dem Start wurde jedoch eine Boje gerammt, was den Start bis zum 23. Oktober 1945 verzögerte. Sie erreichte 18,5 Stunden später Rio de Janeiro. Dennoch wurde der Flug ein Misserfolg, da sich beim Start zum Weiterflug nach Montevideo aufgrund eines Problems mit den Ratier-Propellern Teile der Luftschraube vom Motor lösten, den Rumpf durchschlugen und zwei Journalisten töteten. Dabei lösten sich dann auch zwei der Motoren aus ihrer Verankerung, was monatelange Reparaturen nach sich zog.

## Konstruktion

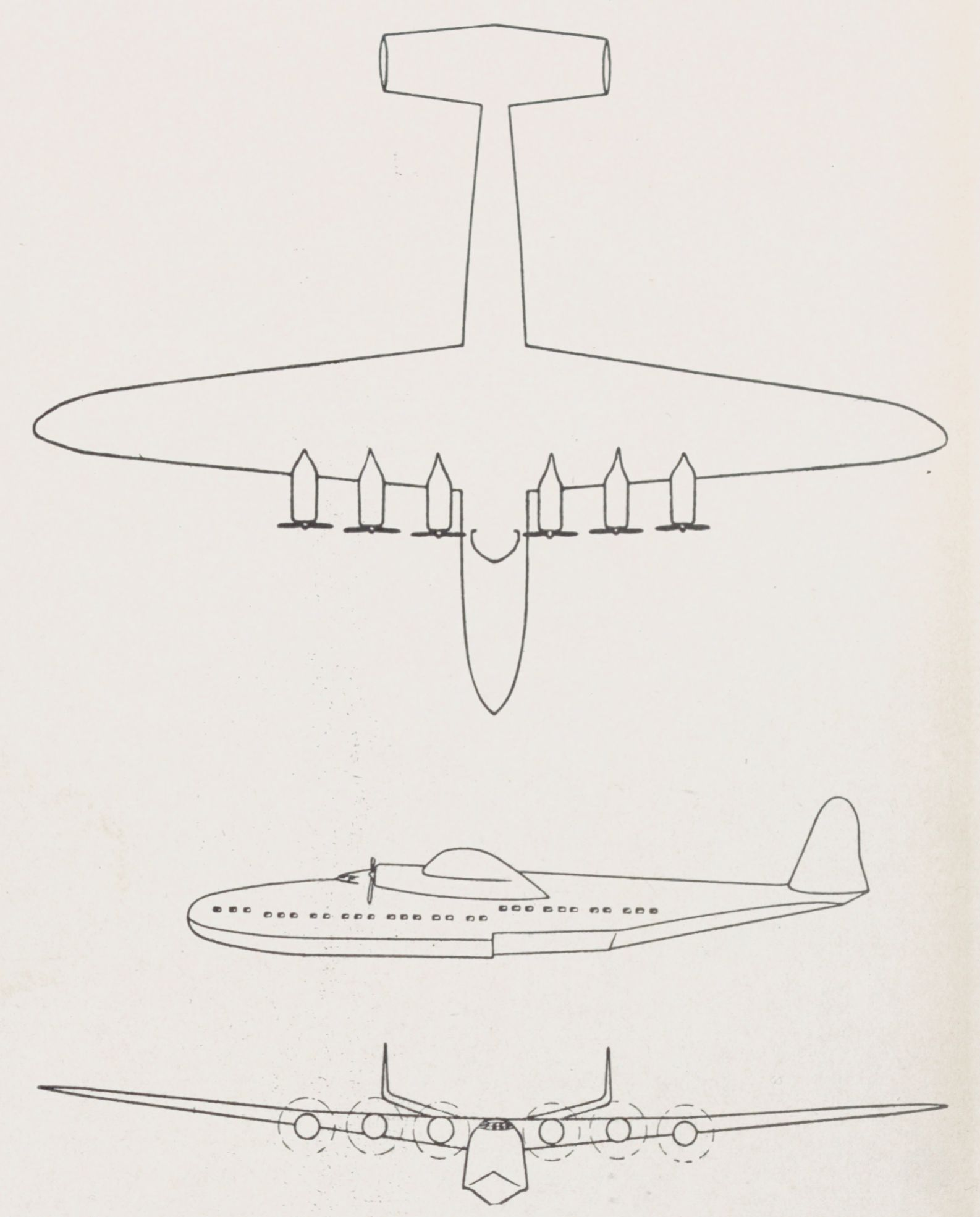
Draufsicht, Seitenansicht und Frontansicht

Die Laté 631 war ein als Schulterdecker ausgelegtes Ganzmetallflugzeug mit doppeltem Seitenleitwerk. Die sechs Sternmotoren Wright Cyclone waren an den Vorderkanten der Tragflächen angebracht. Zwei der sechs Motoren hätten genügt, um einen sicheren Flug zu gewährleisten.
Im Inneren war Platz für 46 Personen in Zwei- oder Vierbettkabinen, das maximale Fassungsvermögen betrug 70 Passagiere. Das Cockpit befand sich oberhalb des Passagierbereichs.

## Nutzung

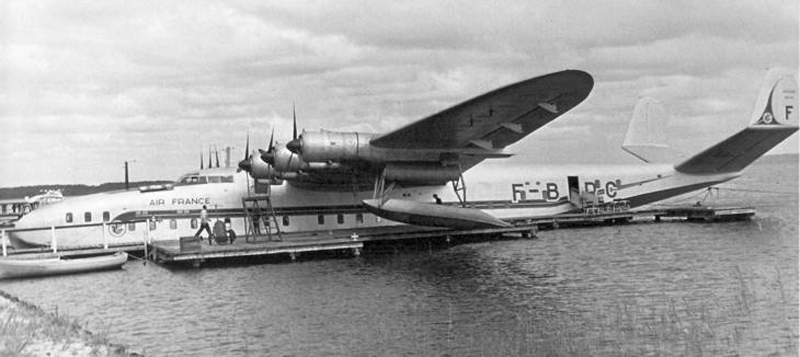
Eine Latécoère 631 der Air France (F-BDRC)

Drei Flugboote der Air France bedienten ab dem 5. Juli 1947 zweimal im Monat die Strecke nach Fort-de-France. Nach dem Absturz zweier dieser Flugzeuge am 21. Februar 1948 (F-BDRD) und am 31. Juli 1948 (F-BDRC), wobei 20 bzw. 40 Passagiere starben, brach Air France den Passagiereinsatz ab und wollte die Flugzeuge nur noch für Frachttransporte nutzen. Die dritte Maschine stürzte am 28. März 1950 durch Bruch der linken Tragfläche infolge von Materialermüdung ab. Ab 1951 bedienten einzelne Laté 631 die Strecke von Frankreich über Ceylon nach Französisch-Indochina. Eine Maschine kam in den Besitz der Société France-Hydro und diente in Äquatorialafrika als Frachtflugzeug, bis sie am 10. September 1955 über Kamerun verloren ging.
Nachdem zwischen Februar 1948 und März 1950 vier Maschinen durch Absturz verlorengegangen waren, nahmen die Betreiber diesen Flugzeugtyp schrittweise aus dem Dienst. Im Jahr 1955 wurde das letzte Flugboot ausgemustert und die übriggebliebenen Flugzeuge wurden verschrottet.

## Zwischenfälle
- Am 31. Oktober 1945 löste sich an einer Latécoère 631 der Air France (Luftfahrzeugkennzeichen F-BANT) in der Laguna de Rocha (Uruguay) der Propeller vom linken Triebwerk Nr. 3 und schlitzte den Rumpf auf fast 3 Meter Länge auf. Dabei wurden zwei Passagiere getötet. Da auch ein kleines Feuer ausbrach, wurde eine Notlandung in der Lagune durchgeführt (siehe auch Flugunfall der Air France in der Laguna de Rocha).[3]

- Am 1. August 1948 befand sich eine Latécoère 631 der Air France (F-BDRC) auf dem Flug von Fort-de-France, Martinique, nach Port Etienne (heute Nouadhibou, Mauretanien). Das Flugboot verschwand über dem Atlantischen Ozean vor Afrika, etwa 1900 Kilometer westlich Dakar, Senegal. Einige verbrannte Wrackteile wurden später gefunden, keine Spur jedoch von den 52 Menschen an Bord (siehe auch Air-France-Flug 072).[4][5]

## Technische Daten
| Kenngröße             | Daten                                                          |
| --------------------- | -------------------------------------------------------------- |
| Besatzung             | 5–6                                                            |
| Länge                 | 43,50 m                                                        |
| Spannweite            | 57,40 m                                                        |
| Höhe                  | 10,10 m                                                        |
| Tiefgang              | 1,75 m bei 70 t Masse                                          |
| Flügelfläche          | 350 m²                                                         |
| Flügelstreckung       | 9,4                                                            |
| Nutzlast              | 46–70 Passagiere oder 9270 kg                                  |
| Leermasse             | 32.332 kg                                                      |
| Startmasse            | max. 71.350 kg                                                 |
| Reisegeschwindigkeit  | 320 km/h                                                       |
| Höchstgeschwindigkeit | 405 km/h                                                       |
| Reichweite            | 6.000 km                                                       |
| Triebwerke            | sechs Sternmotoren Wright Cyclone 2600-A5B mit jeweils 1191 kW |